# 門神

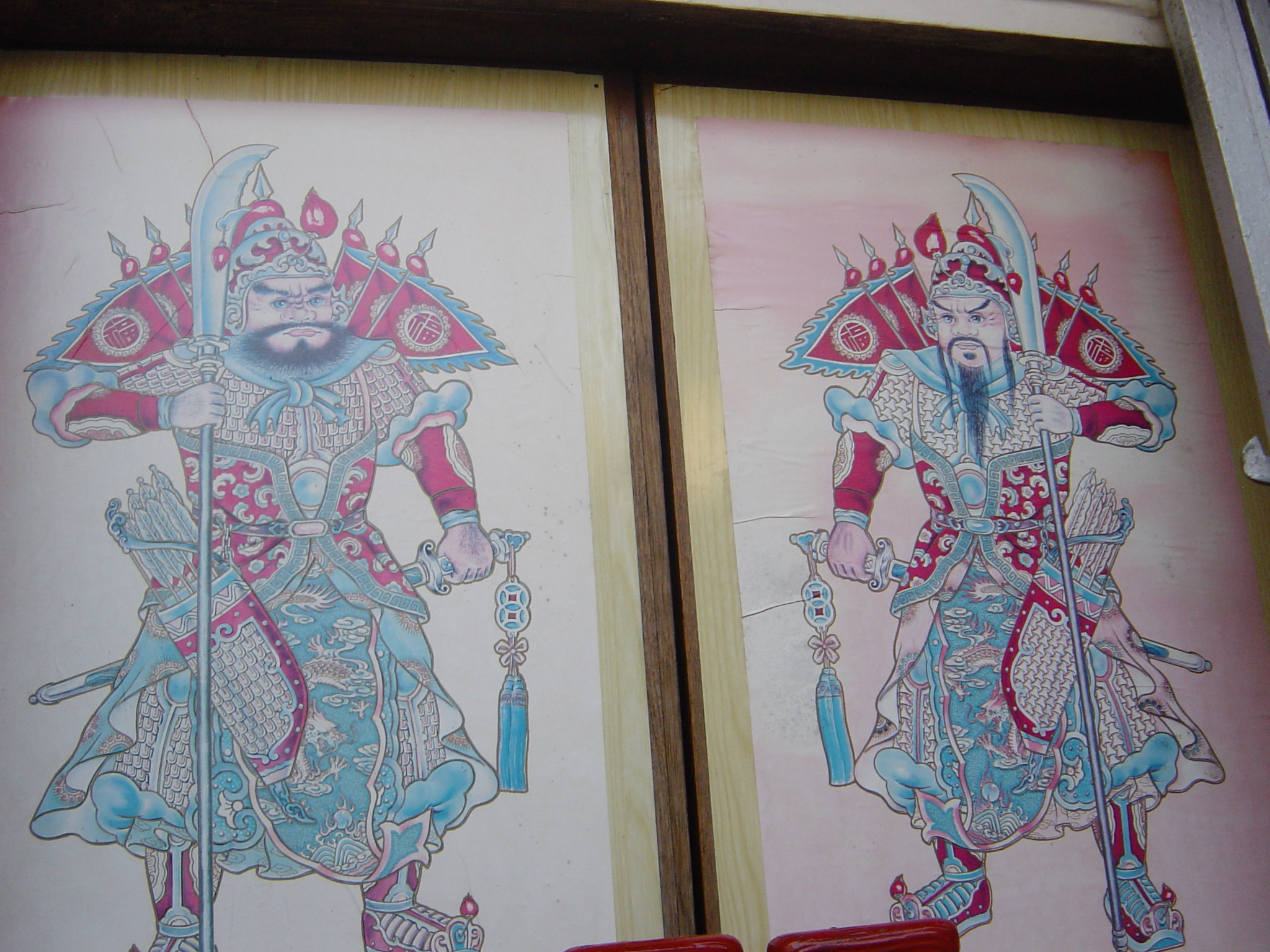
香港の民家の門神

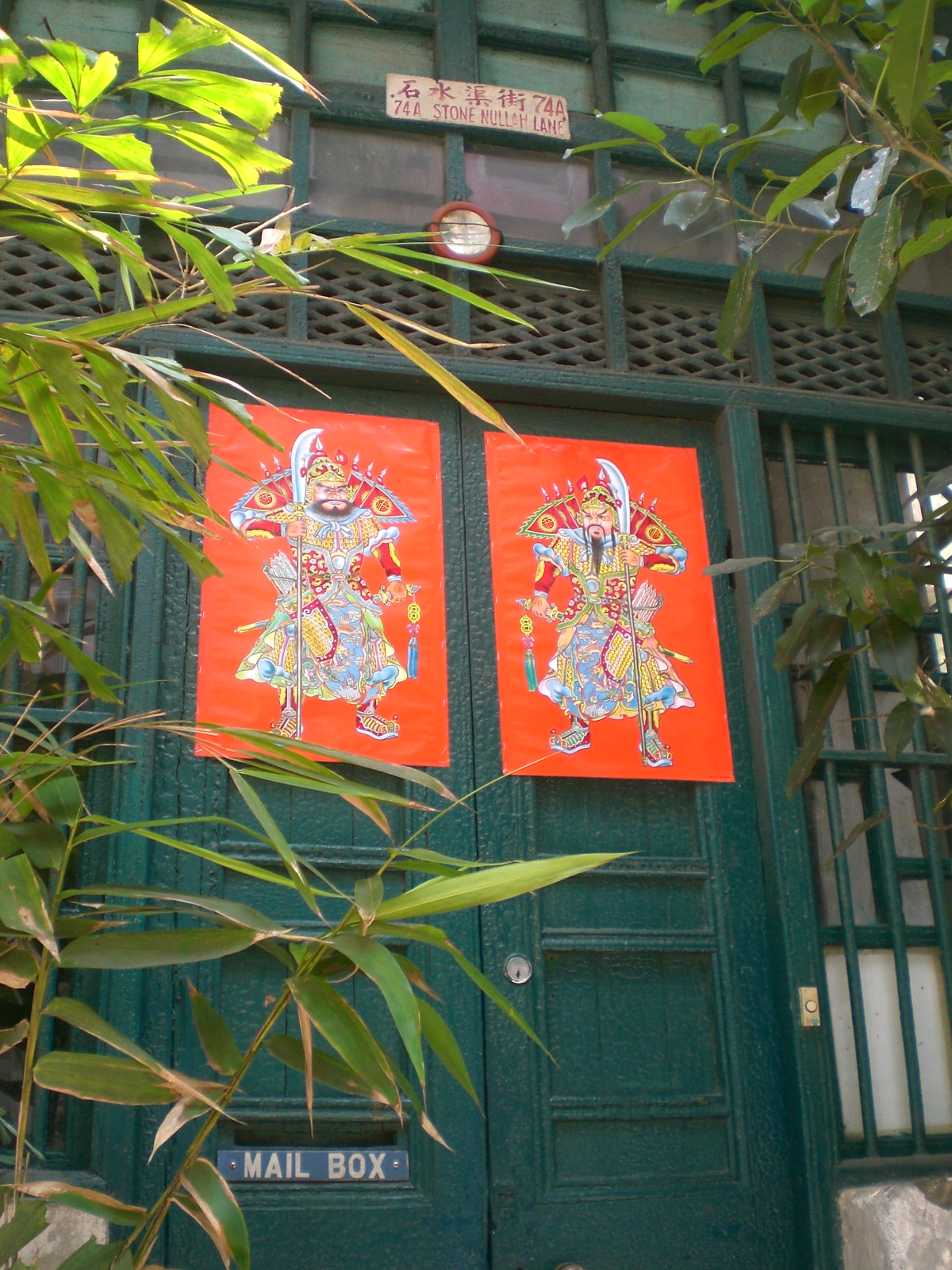
香港湾仔の民家の門神

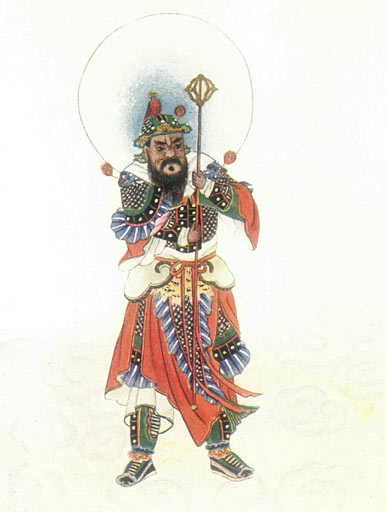
門神像

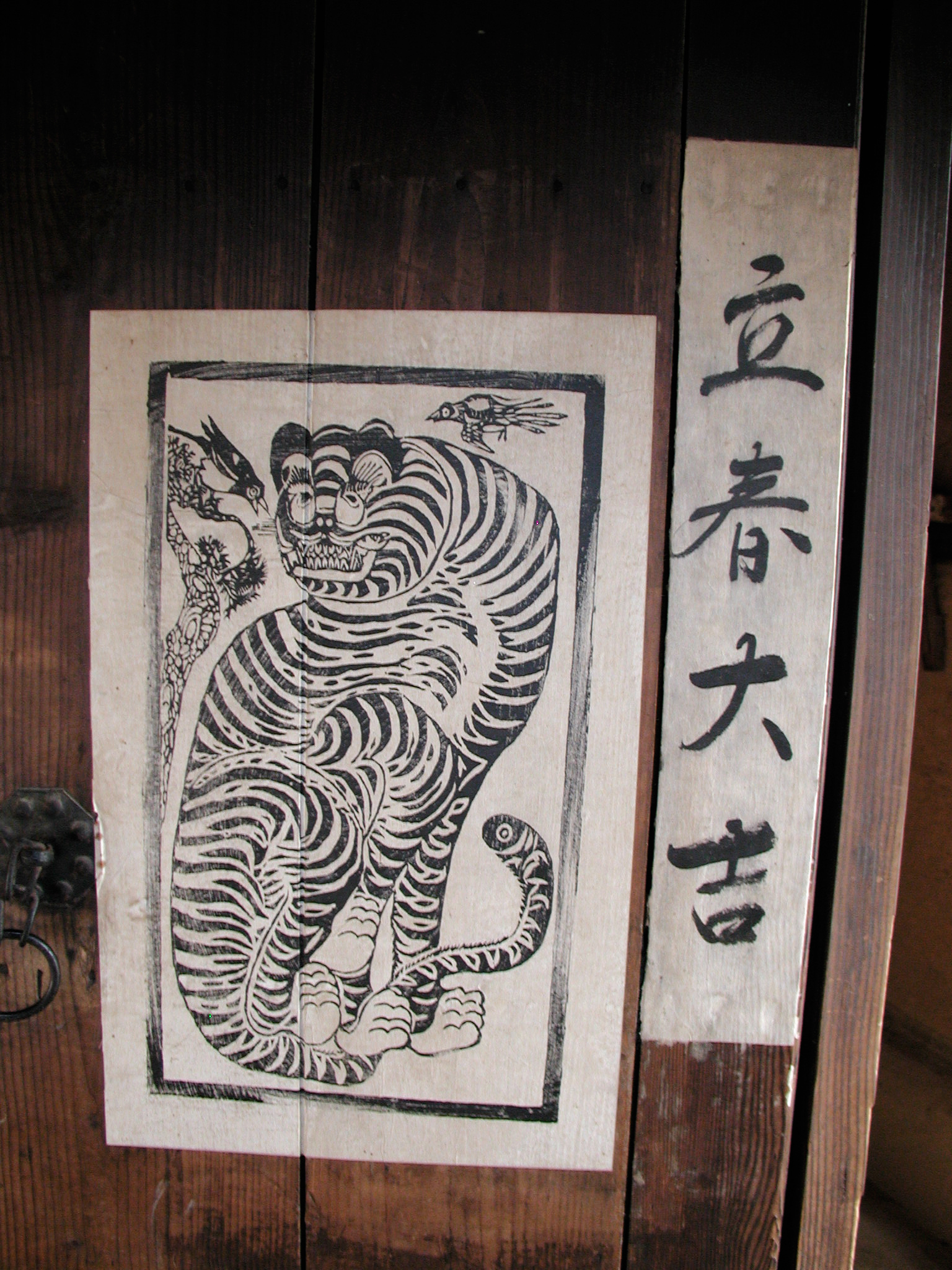
韓国民俗村の門神（左）と対聯（右）

門神（もんしん）は、中国の仏教寺院、道教道観や住宅などの建物の入口に立ち、門番の役目をする神。検閲を司り悪鬼から門を守るとの伝えから春節に中国各地の門戸に貼られる。

## 概要
中国においては寺院、道観にとどまらず、民家の門にも絵画で普及している。邸宅では彩色で直接正門の扉に描かれるが、簡易なものでは木版画として売られ、これを旧暦の新年に際して扉に張る風習がある。
観音開きの木戸が多いため、左右の扉の外に面した側に一対の門神が貼られる、または描かれるのが普通。中国においては、民間伝説としてよく知られている秦叔宝（秦瓊）と尉遅敬徳（尉遅恭）が対で描かれるか、一枚扉の場合は、魏徴または鍾馗が描かれることが多い。
朝鮮、台湾、ベトナムなどにも伝播し、塑像や絵画として具象化されている。

## 歴史
門神の歴史は古く、前身は「桃符」（または「桃板」）という、桃材の木板で製作される符であり、それ以前は桃梗（または桃人）という人形であった。古来、桃の木には霊力があり、悪鬼は非常に畏れると考えられ、辟邪の御利益があるとされた。桃は五木の精であり、邪気を伏し、鬼門に生じてよく百鬼を制するという。桃符の原型は、古代の悪鬼払いの巫術で用いられた桃の木で作られた棍棒・帚・弓などに遡る、との説もある。
門に桃梗（桃人）を立てかけ、神荼・鬱塁の神と虎を門に描き、葦縄を門に懸ける（大晦日にの）風習について起源伝説があり、中国の東の海からそびえる度朔山に大桃木（"その屈蟠すること三千里の"蟠桃）があり、樹上に神荼・鬱塁（しんと・うつるい/うつりつ）の二神が居り、鬼門を監視し、悪鬼を葦の縄（葦索）で捉えて虎に食わせたという（後漢の王充『論衡』訂鬼篇。引用元は戦国時代の『山海経』になっているが疑問視される。すくなくとも後漢時代までには執り行われた風習である。）。後漢の蔡邕の『獨斷（独断）』にも似た文章があるが、そこに大晦日に神荼・鬱塁を門戸に描いて凶を防いだと記される。
六朝期には、桃板が出現する。唐宋時代には桃人は姿を消し、専ら桃板が用いられるようになった。
漢代には、魔除けとして飾ることが始まった。桃板には文字や模様を刻む場合もあり、これが対聯や年画の原型となった。
南北朝時代以降、紙が広く利用されるようになると、桃木は紙の年画や文字に取って替わられた。神荼と鬱塁を描いて貼ることが流行した。梁（南朝）の宗懍の『荊楚歳時記』には、元日に「桃板を造り戸に着け、之を仙木と謂う。二神を絵き戸の左右に貼る。左に神荼、右に鬱塁、俗に門神と謂う。」とある。唐代には秦瓊と敬徳に変わるなど、時代ごとに歓迎される人物が変化してきた。
現在、桃符はほとんど原型を留めておらず、門神は扉に直接描かれ、または紙に印刷され、春詞は紅色の紙に黒字、ないし金字で書かれ、いわゆる紙製の春聯と化した。ただし、文語で春聯を桃符ということがある。

## 人物
時代、地域、建物、職業によって門神とされる人物は異なり、種類は多いが、主なものとして次がある。

### 中国
- 四天王（仏教寺院）
- 韋駄と伽藍（仏教寺院）
- 張、黄、蘇、李四将軍（清水祖師廟）
- 王天君、馬天君（道観）
- 神荼と鬱塁（『山海経』に基づく。一説では『皇帝書』に基づく）
- 方弼と方相
- 哼哈二将（仏教『大宝積経』巻八『密迹金剛力士会』の密迹金剛と『封神演義』の鄭倫と陳奇、主に仏教寺院または道観）
- 秦叔宝と尉遅敬徳（『三教捜神大全』に引く『捜神広記』に基づく）
- 青竜（孟章神君）と白虎（監兵神君）（道教）
- 趙雲と馬超（河南省）
- 馬超と馬岱（河北省）
- 薛仁貴と淵蓋蘇文（河北省北部）
- 孫臏と龐涓（陝西省）
- 孟良と焦賛
- 燃灯道人と趙公明（『封神榜』に基づく）
- 銚期と馬武（『東漢演義』に基づく）
- 魏徴と徐懋功
- 賜福天官と劉海蟾
- 魏徴
- 鍾馗（『唐逸史』に基づく）
- 関羽と関勝
- 関羽、関平と周倉
- 徐延昭与楊波
- 裴元慶と李元霸（『説唐演義』に基づく）
- 岳飛と温瓊
- 岳雲と狄雷
- 趙匡胤と楊袞
- 千里眼と順風耳

### 日本
- 四天王（仏教寺院）
- 金剛力士（阿形、吽形）（仏教寺院）
- 矢大臣と左大神（神社の随身）

|  |  |